# Lecco–Colico-vasútvonal
A Lecco–Colico-vasútvonal  egy 39 km hosszú, normál nyomtávolságú, egyvágányú vasútvonal Olaszországban, Lombardia régióban Lecco és Colico között. A vonal 3000 V egyenárammal villamosított, fenntartója az RFI.

## Története
A vasútvonalat azért építették, hogy a Veltlinbahnt összekapcsolják Olaszország többi részével. A Lecco–Bellano szakasz 1892 július 1-én, a Bellano–Colico szakasz pedig 1894 augusztus 1-én nyílt meg.
1902-ben a vonalat (a Colico-Sondrio és Colico-Chiavenna vasútvonalakkal együtt) háromfázisú váltakozó árammal villamosították. Ez volt az első nagyfeszültségű vasútvillamosítás a világon.
Napjainkban regionális vonatok közlekednek a Calolziocorte–Lecco–Colico–Sondrio útvonalon, és Regioexpress-vonatok Milánó és Tirano között.

## Képgaléria

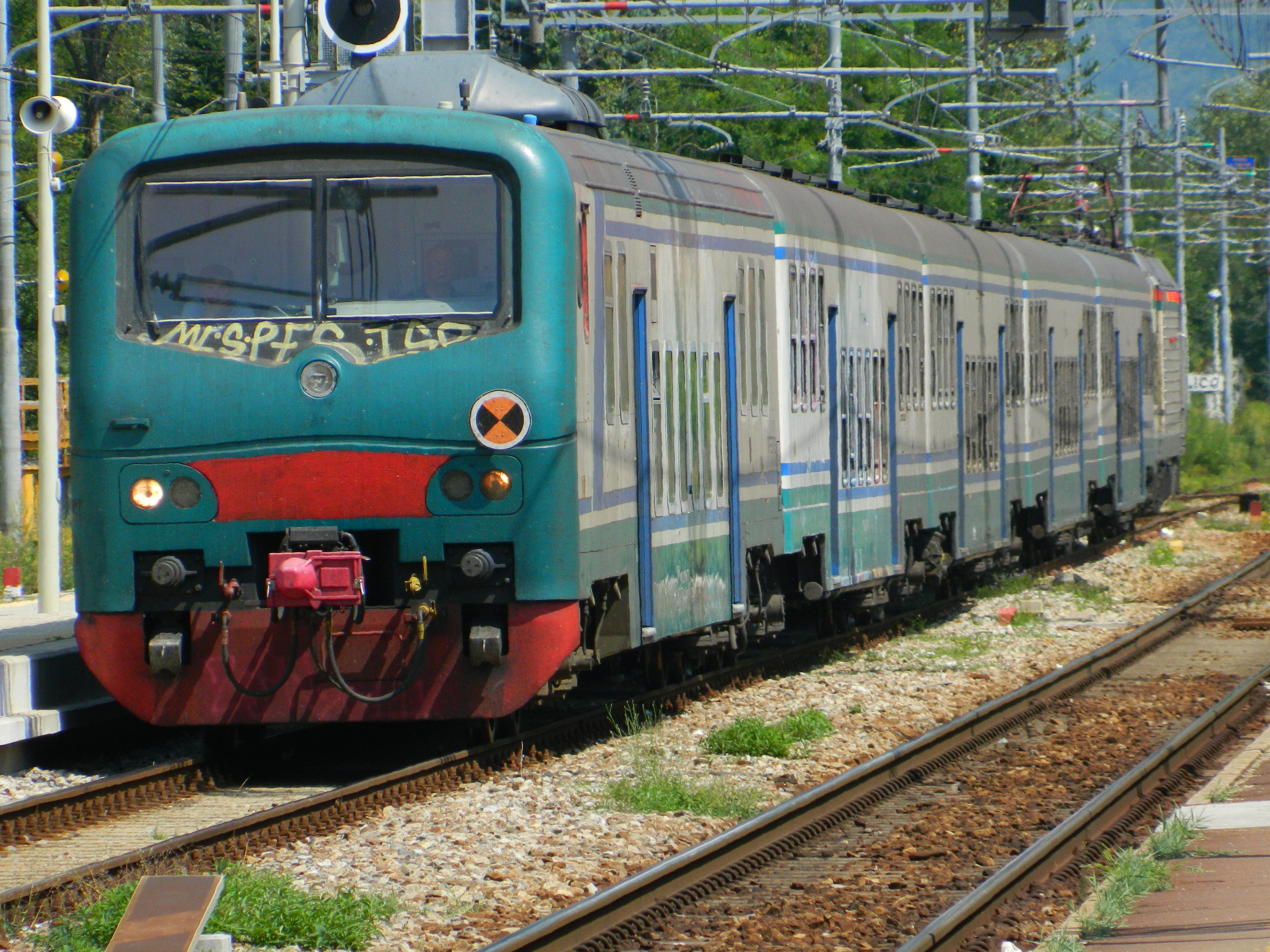
Ingavonat a vonalon
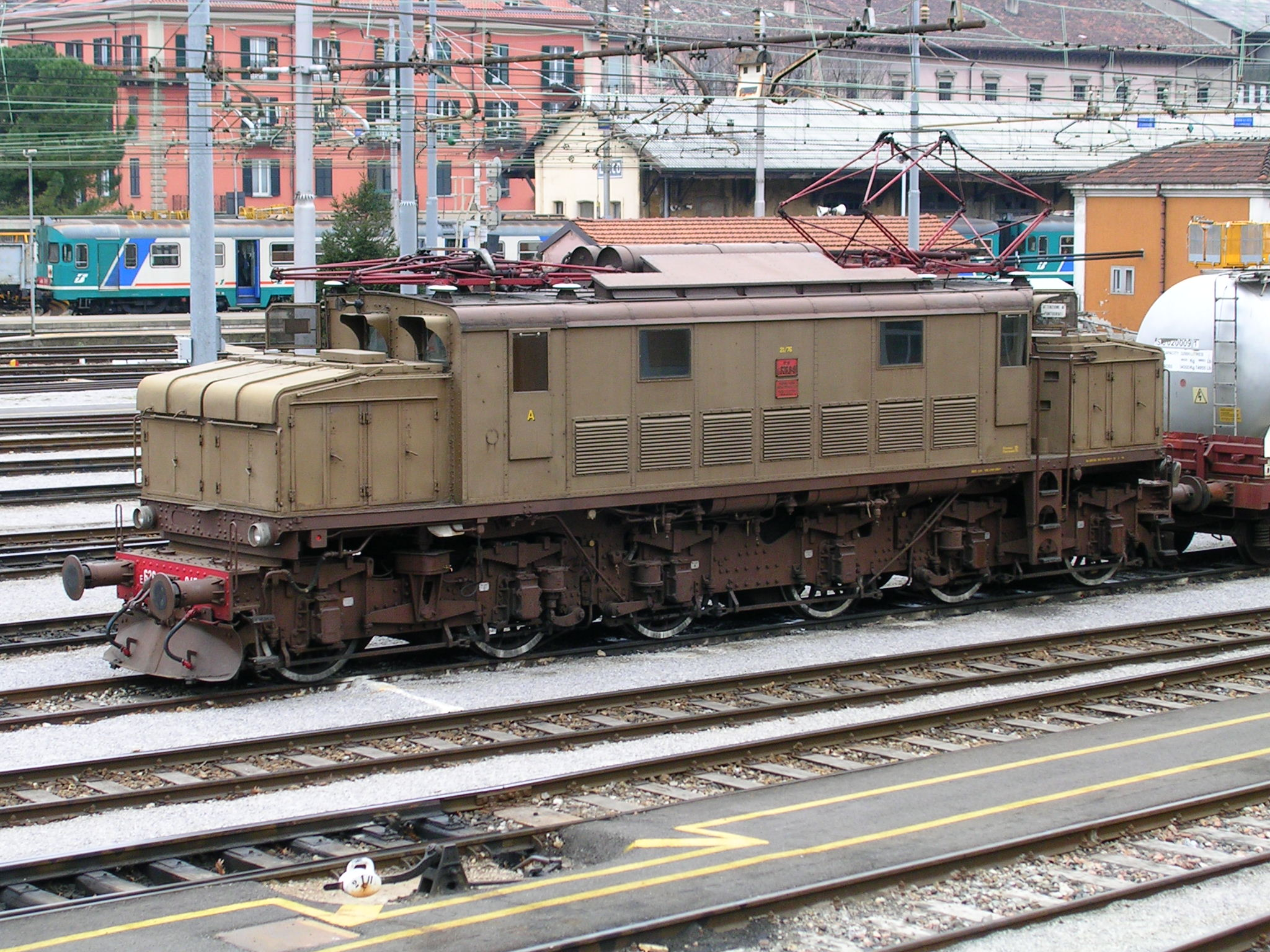
FS E626 sorozat stazione di Lecco állomáson
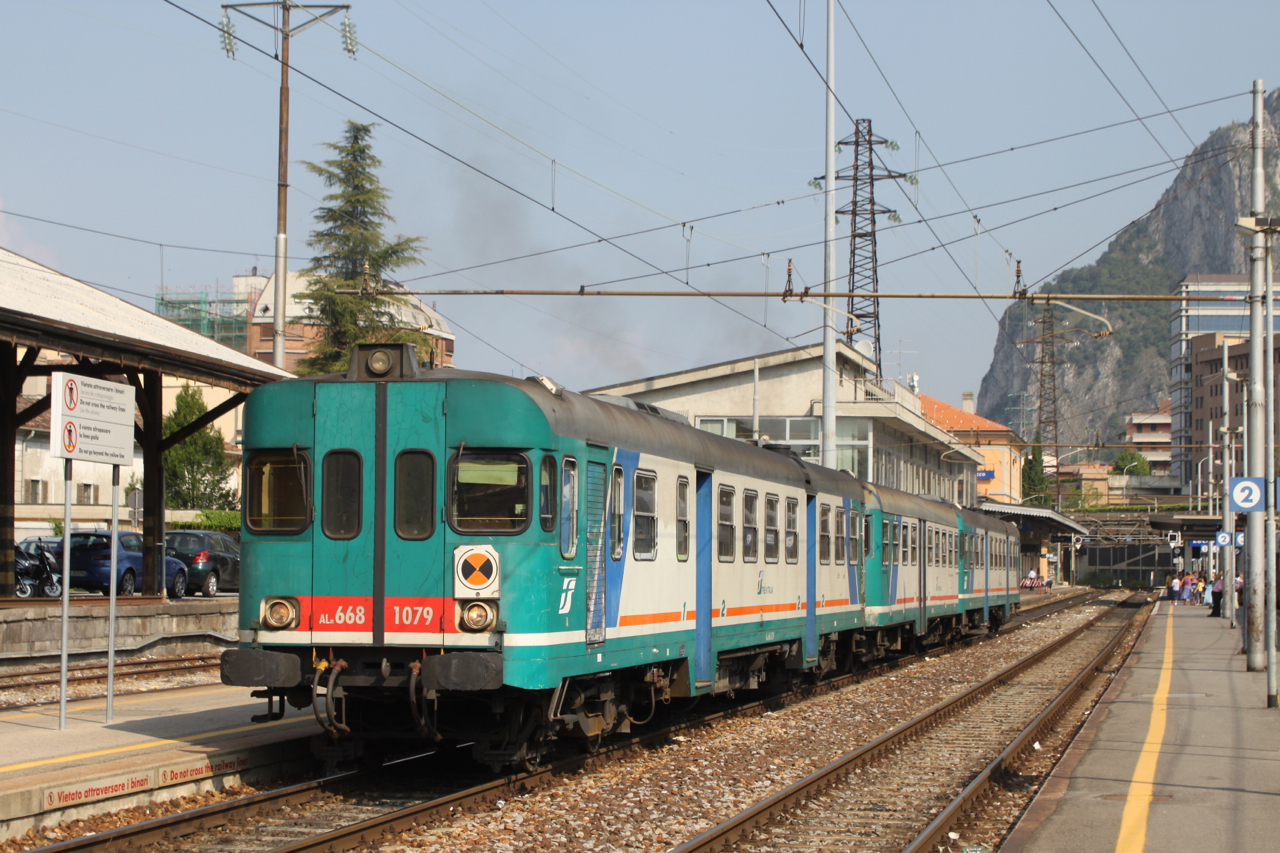
FS ALn 668 sorozat stazione di Lecco állomáson
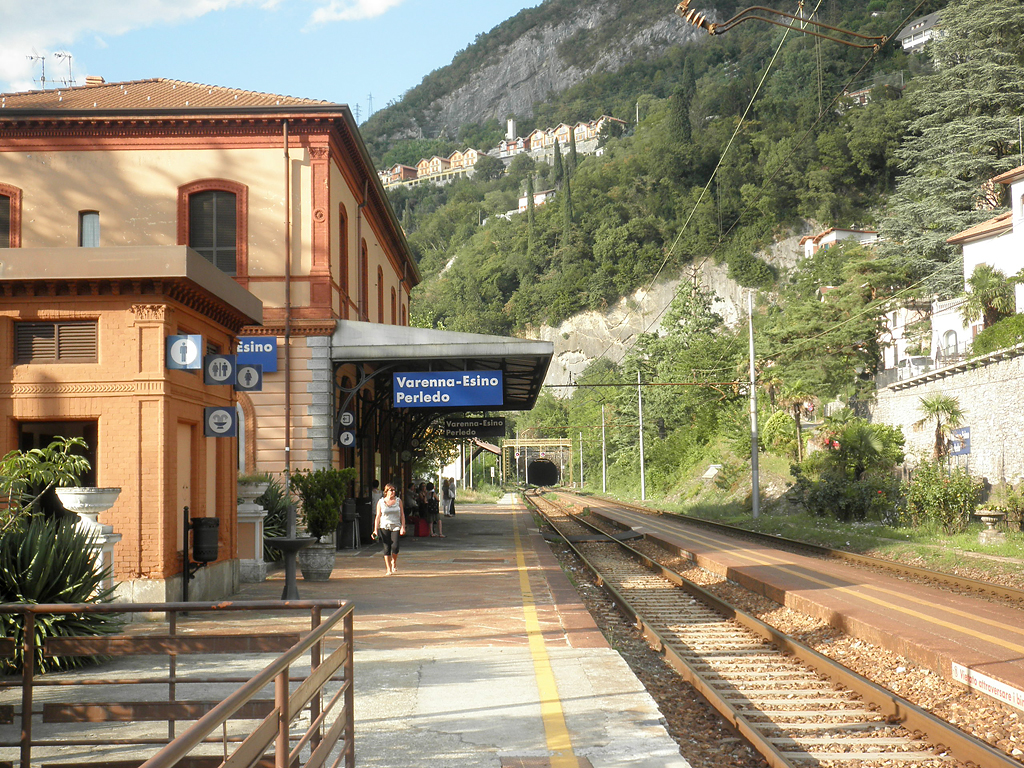
Stazione di Varenna-Esino-Perledo
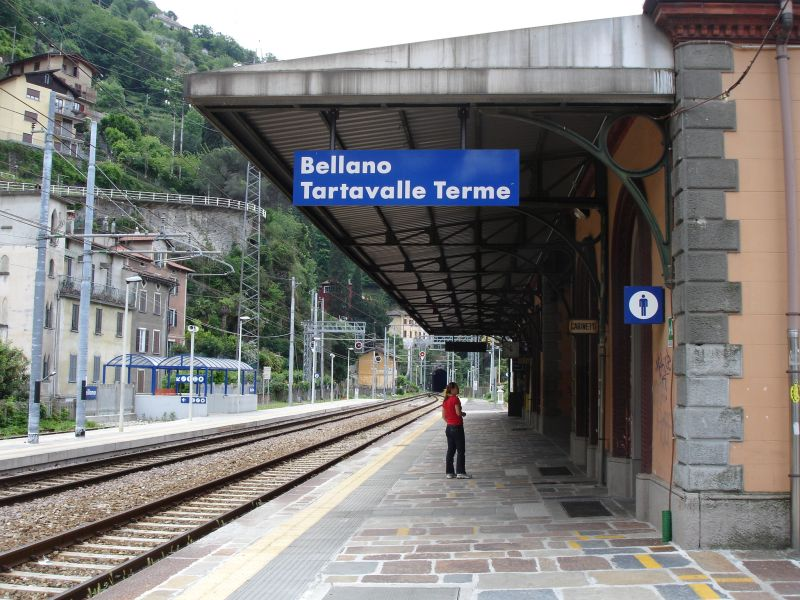
Stazione di Bellano-Tartavalle Terme